# DNB ASA
DNB ASA (dawniej DNB NOR ASA) – największa norweska grupa świadcząca usługi finansowe, której wartość wszystkich połączonych aktywów wynosi ponad 1,9 bilionów koron norweskich, a wartość rynkowa 164 miliardów koron norweskich, dane na dzień 20 maja 2016 r. Grupa składa się z firm takich jak DNB, Vital, Nordlandsbanken, Cresco, Postbanken, DnB NORD oraz Carlson. Główna siedziba DNB znajduje się w Oslo.
Dwoma głównymi właścicielami DNB są norweskie Ministerstwo Handlu i Przemysłu (34%) oraz Sparebankstiftelsen DNB NOR (10%). Sparebankstiftelsen DNB NOR został utworzony jako organizacja, której wyłącznym celem było posiadanie części firmy. Organizacja powstała w momencie gdy Gjensidige NOR stał się spółką akcyjna by dać gwarancję, że klienci firmy utrzymają częściowy udział w strukturze własności firmy. Organizacja oddaje nawet do 25% otrzymanych dywidend na cele charytatywne.

## Działalność

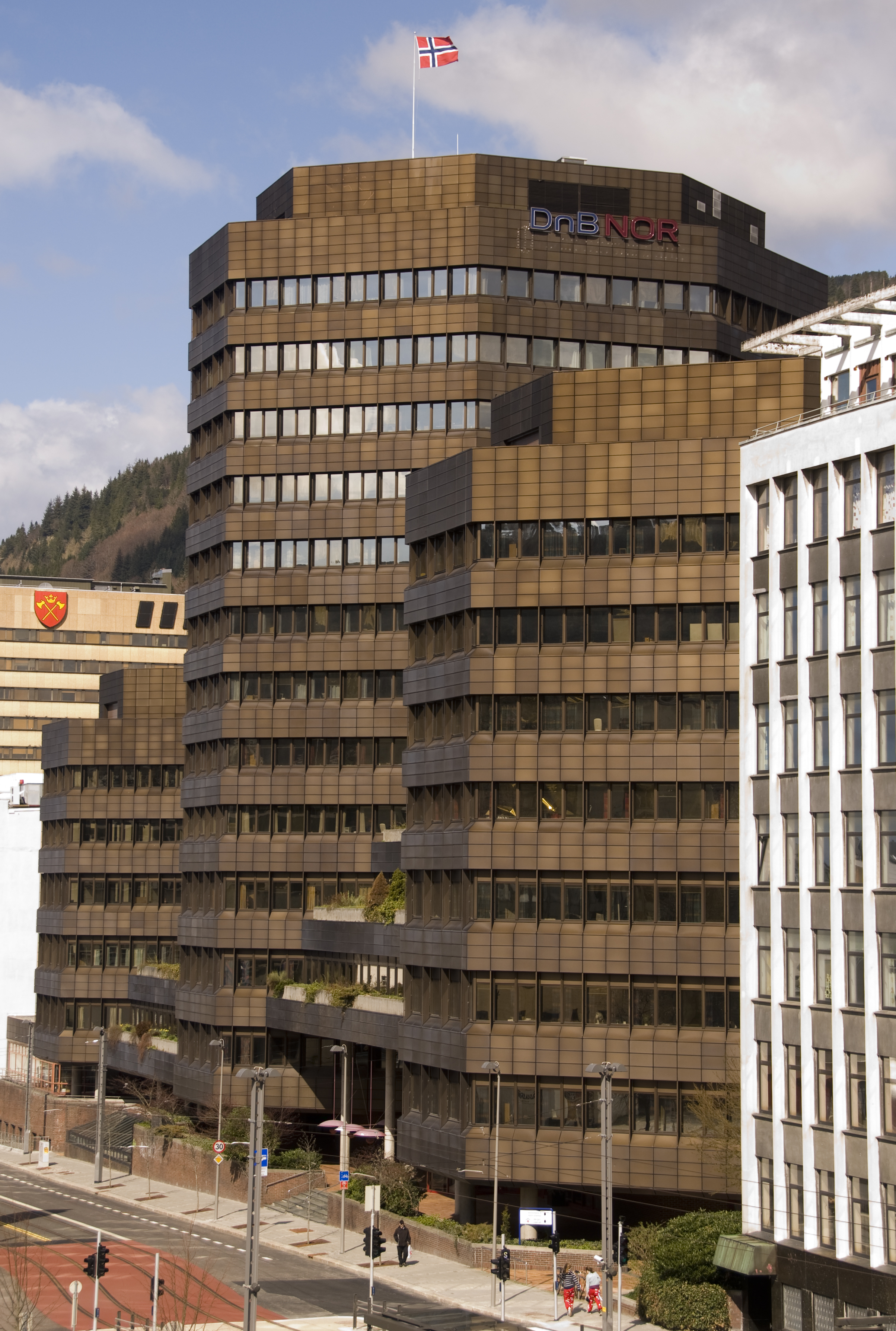
Biura DNB NOR w Bergen do grudnia 2013 roku

Bank DNB ma swoje oddziały na terenie całego kraju. Pomimo że Postbanken i Nordlandsbanken są częścią firmy, zachowują własne marki i biura. Swoje usługi Postbanken oferuje za pośrednictwem poczty, a Nordlandsbanken ma swoje biura wyłącznie w północnej części kraju. W kwietniu 2011 r. Postbanken oraz jego marka zostały dołączone do Grupy DNB. 
Grupa bankowa DNB jest największym podmiotem grupy DNB oraz największym podmiotem w Norwegii. Oferuje ona usługi korporacyjne, usługi w zakresie handlu detalicznego, runku papierów wartościowych oraz usługi sektora publicznego. Na norweskim rynku finansowym DNB posiada największą bazę klientów i jest liderem większości wewnętrznych segmentów rynku. W Norwegii DNB posiada więcej niż 2,3 miliona nabywców detalicznych oraz ponad 200 000 klientów korporacyjnych w 218 biurach oddziału.
Pomimo że działalność grupy jest skupiona głównie na Norwegii, bank ten jest najważniejszym na świecie bankiem finansującym sektor żeglugi oraz głównym międzynarodowym podmiotem sektora energetycznego. Posiada sieć 27 oddziałów oraz przedstawicielstwa w Helsinkach (Finlandia), Kopenhadze (Dania), Hamburgu (Niemcy), Luksemburgu, Londynie (Wielka Brytania), Nowym Jorku (Stany Zjednoczone), Houston (Stany Zjednoczone), Rio de Janeiro (Brazylia), Stantiago (Chile), Shanghai (Chińska Republika Ludowa) oraz Singapurze. Przedsiębiorstwo posiada również dużo oddziałów w Szwecji.
Jest właścicielem DNB Bank Polska.

## Historia
Historia grupy sięga roku 1822, daty powstania banku o nazwie Christiania Sparebank. Obecna spółka powstała z połączenia banków: Christiania Sparebank (1822), Gjensidige (1847), Bergens Privatbank (1855), Den norske Creditbank (1857), Fellesbanken (1920), Bergens Kreditbank (1928), Postbanken, Vital oraz Nordlandsbanken. Nazwa DNB NOR została przyjęta w 2003 r. w wyniku fuzji dwóch banków: Den norske Bank (DNB) oraz Gjensidige NOR. W 2011 r. przedsiębiorstwo zmieniło swoją nazwę prawną oraz nazwę marki na DNB.